# James B. Duke House
La Casa James B. Duke  es una casa histórica ubicada en Nueva York, Nueva York. Se encuentra inscrita como un Hito Histórico Neoyorquino en la Comisión para la Preservación de Monumentos Históricos de Nueva York al igual que en el Registro Nacional de Lugares Históricos desde el 10 de noviembre de 1977. 

## Ubicación
La Casa James B. Duke se encuentra dentro del condado de Nueva York en las coordenadas 40°46′35″N 73°57′51″O / 40.776389, -73.964167.